# Ann Blair
Pour les articles homonymes, voir Blair.
Ann Blair est une historienne américaine spécialiste de l'histoire culturelle européenne de l'époque moderne (XVIe-XVIIe siècle) avec une certaine spécialisation sur l'espace français. Ses intérêts portent particulièrement sur l'histoire du livre et de la lecture mais aussi sur les disciplines de l'enseignement. Elle analyse aussi les rapports entre science et religion au travers de ses travaux.

## Biographie
Ann Blair est née en 1961. Elle obtient en 1984 son A.B à l'université d'Harvard puis un master d'histoire et de philosophie des sciences à l'université de Cambridge en 1985. Elle réussit un doctorat en histoire à l'université de Princeton en 1990 après une thèse sur Jean Bodin. 

### Carrière universitaire
Ann Blair commence sa carrière au département d'histoire des sciences d'Harvard en 1990 comme Maître de conférences puis comme professeur visiteur associé de 1992 à 1993. Elle est ensuite en poste à l'université de Californie jusqu'en 1996. À cette date, elle devient professeur assistante d'histoire et d'histoire de la littérature mais aussi professeur associé de sciences sociales. En 2005, elle est nommée professeur d'histoire. Elle obtient en 2015, le statut de professeur de l'université d'Harvard. 
Son livre Tant de choses à savoir, de 2020, devient une référence dans les études sur le monde du livre et la multiplication de l'information aux XVIe et XVIIe siècles.

## Publications
- (en) The Transmission of Culture in Early Modern Europe, University of Pennsylvania Press, 1990  (ISBN 978-0-8122-1667-7)Écrit avec Anthony Grafton.
- (en) The Theater of Nature: Jean Bodin and Renaissance Science, Princeton University Press, 1997  (ISBN 978-0-691-05675-3)
- Tant de choses à savoir : comment maîtriser l'information à l'époque moderne, Seuil, 2020 ((en) Too Much to Know: Managing Scholarly Information before the Modern Age, Yale University Press, 2010  (ISBN 9780300165395)), 496 p.  (ISBN 978-2021308471)Coll. « L’Univers historique ». Préface de Roger Chartier. Trad. de l’anglais (États-Unis) par Bernard Krespine.

## Récompenses
- 2002 : MacArthur Fellows Program
- 2014 : Guggenheim Fellowship
- 2023: Doctorat honoris causa de l'Université de Fribourg